# جمیل اسد
جمیل اسد (عربی: جمیل الأسد‎؛ ۱۹۳۳–۱۵ دسامبر ۲۰۰۴) برادر کوچکتر حافظ اسد رئیس‌جمهور فقید سوریه و عموی بشار اسد رئیس‌جمهور سابق سوریه بود. او از سال ۱۹۷۱ تا زمان مرگش در سال ۲۰۰۴ در مجلس خلق سوریه فعالیت می‌کرد. او همچنین فرمانده یک گروه کوچک از جنگجویان نظامی بود.